# Distretto di Orano
Il distretto di Orano è un distretto della provincia di Orano, in Algeria.

## Comuni
Il distretto di Orano comprende 1 comune:
- Orano